# Kloster Sant Bernat de Rascanya
Das Kloster Sant Bernat de Rascanya war eine Zisterzienserabtei nördlich des Zentrums der Stadt Valencia in Spanien. Sant Bernat war ein bescheidenes Kloster.

## Geschichte
Das Kloster auf dem Gelände der maurischen Alqueria (etwa Landgut) Rascanya wurde in der Umgebung von Valencia, die das Kloster Valldigna im Jahr 1371 erworben hatte, im Jahr 1378 als Priorat gegründet und im Jahr 1387 zur Abtei erhoben. Die Zugehörigkeit zum Zisterzienserorden fand 1544 oder 1546, als es Ferdinand von Aragón, der Herzog von Kalabrien, in den Hieronymitenorden überführte, ihr Ende. Für die Hieronymiten wurde das monumentale Kloster San Miguel de los Reyes (katalanisch: Sant Miquel dels Reis) errichtet, das als eines der Hauptwerke der valencinianischen Renaissance gilt und bis zur Desamortisation in Spanien 1835 bestand und dessen Gebäude heute die Biblioteca Valenciana beherbergen.

## Bauten und Anlage

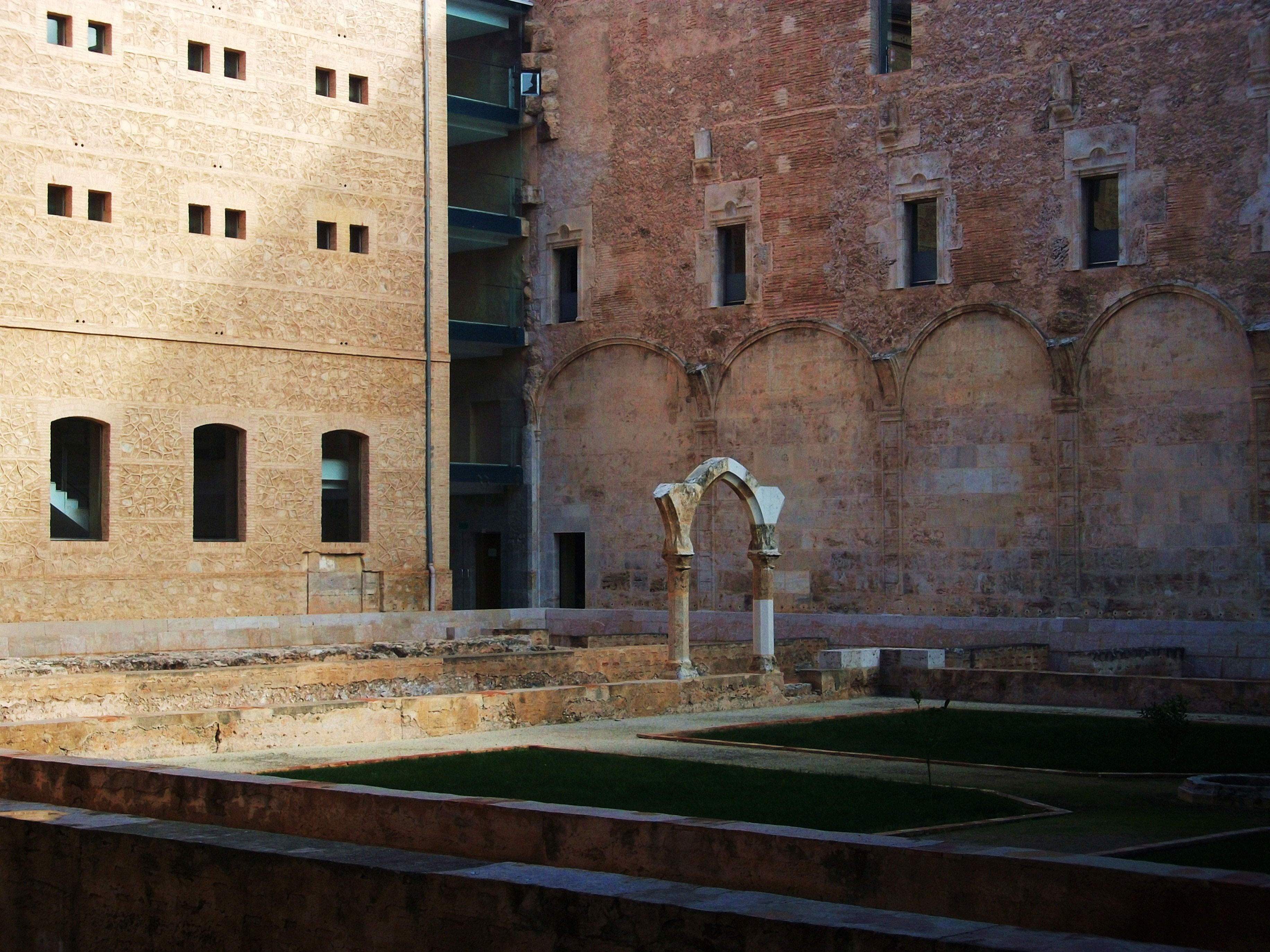
Rest des Kreuzgangs

Von der Anlage des Zisterzienserklosters haben sich nur geringe Reste des Kreuzgangs erhalten, die innerhalb des späteren, in seiner Bausubstanz erhaltenen Hieronymitenklosters liegen.